# Cacao (couleur)
Pour les articles homonymes, voir Cacao (homonymie).
Le nom de couleur cacao, en usage dans le domaine de la mode, désigne une teinte de brun, d'après la poudre de cacao.
Dans les nuanciers commerciaux, on trouve, en peinture pour la décoration Cacao ; en fil à broder 632 cacao ; en teinture pour textiles cacao.
Le terme est attesté en 1836, dans un passage de feuilleton qui description de la robe d'un officiel chinois de l'époque.